# Agromyza liriomyzina
Agromyza liriomyzina este o specie de muște din genul Agromyza, familia Agromyzidae, descrisă de Zlobin în anul 1998.
Este endemică în Sichuan. Conform Catalogue of Life specia Agromyza liriomyzina nu are subspecii cunoscute.